# Nabalia
Nabalia is een rivier in Nederland die  slechts eenmaal, en alleen door de Romeinse geschiedschrijver Tacitus wordt genoemd: in Historiae V:26. Bij een neergehaalde brug over de Nabalia voerden de Bataafse opstandelingenleider Julius Civilis en de Romeinse legeraanvoerder Cerialis in het jaar 70 diplomatieke onderhandelingen over een vredesverdrag dat een einde moest maken aan de Bataafse Opstand.

## Achtergrond
De rivier moet enige lokale, strategische of religieuze betekenis hebben gehad aangezien wordt vermeld dat Julius Civilis daar als leider van Batavieren de Bataafse revolte tegen de Romeinen afsloot met vredesbesprekingen. Er werd een brug over de Nabalia gelegd in het jaar 70 na Chr., waarna de strijdende partijen elkaar aan weerszijden van het water tegemoet traden en Civilis de Romeinse legerleider Cerialis, de schoonzoon van keizer Vespasianus op de brug toesprak. Wat er precies besproken werd is grotendeels verloren gegaan, – juist op dit punt breekt het verslag van Tacitus af – maar blijkens de belangrijke positie die de Batavieren als elitetroepen in het Romeinse Rijk bleven spelen; de Batavieren werden ook later als een belangrijke stam voor de Romeinen genoemd. In het door Tacitus in 98 na Chr. geschreven boek Germania) werden er namelijk geen wraakoefeningen op de Batavieren genomen en werd hun bevoorrechte positie binnen het Romeinse Rijk gehandhaafd, misschien zelfs verstevigd.

## Citaat uit Tacitus
In boek V - hoofdstuk 26 van zijn werk de Historiae schrijft Tacitus over de Bataafse Opstand het volgende. 

... Deze ontwikkelingen ontgingen Civilis niet. Hij besloot er op te anticiperen. Daarbij werd hij niet alleen gedreven door de afmatting  door   zijn lijden, maar ook door het zich vastklampen aan het leven, wat vaak de edelste geesten breekt. Hij vroeg om een conferentie. De brug over de rivier de Nabalia werd neergehaald. De twee generaals naderden elkaar vanaf de afgebroken kanten. Civilis opende de conferentie als volgt: - ‘Als ik mijzelf moest verdedigen voor een legaat van Vitellius, zouden mijn daden geen pardon verdienen en mijn woorden geen krediet. De relaties tussen ons werden gekenmerkt door haat en vijandigheid, eerst veroorzaakt door hem,  daarna ook door mijn bitterheid. Mijn respect voor Vespasianus bestaat reeds lang,  Toen hij nog gewoon burger was werden wij vrienden genoemd. Dit was bekend aan Primus Antonius, wiens brieven mij aanspoorden de wapens op te nemen, want hij vreesde dat de legioenen uit Germania en de jeugd van Gallië de Alpen over zou steken. Wat Antonius mij in zijn brieven adviseerde, suggereerde Hordeonius mij in een persoonlijk gesprek. Ik vocht in Germania dezelfde strijd, die Mucianus in Syria, Aponius in Moesia en Flavianus in Pannonia vochten.’ [Op dit punt breekt de geschiedenis af].

Wij weten niet hoe het verder met Civilis is afgelopen. Wel lijkt het zeker dat de Bataven een gunstige behandeling hebben gekregen.

## Theorie van Nicolaas van Wijk
De Nederlandse taalkundige Nicolaas van Wijk kwam in 1902 tot de conclusie dat de rivier de Nabalia zich waarschijnlijk in de toenmalige Zuiderzee bevond. Hij geeft aan dat de vissers uit zijn tijd het gebied tussen Urk en Schokland de Nagel noemden. Hij geeft aan dat Romeinse schrijvers de letters "g" en "b" door elkaar gebruikten voor de aanduiding van Germaanse geografische- en stamaanduidingen. Als van Wijk gelijk heeft zou het bij de Nabalia dus om een vertakking of mogelijk een zijrivier van de IJssel gaan, die zich heden ten dage in de Noordoostpolder bevindt.

## Identificatie op basis van taalkundige argumenten
De identificatie van deze rivier levert moeilijkheden op. Meestal worden de rivieren Utrechtse Vecht, Lek of Gelderse IJssel genoemd als kandidaten, maar er bestaan geen aanknopingspunten in de naamgeving van deze of andere naburige rivieren. De naam lijkt een afleiding te zijn van het woord nevel (bij Indo-Europees *nebʰ-). Waarschijnlijk was dit een voor die tijd volkomen triviale riviernaam met een religieuze, Indo-Europese strekking, in welk geval daar ook een lokale riviergodin bij gezocht zou mogen worden. Hoewel in dit verband de godin van Nederlandse bodem Nehalennia uit de Romeinse tijd hoogstwaarschijnlijk ook naar nevel verwijst, had deze haar cultuscentrum geheel ergens anders.